# Vanessa da Mata
Vanesa da Mata (Alto Garças, 10 febbraio 1976) è una cantautrice brasiliana.

## Biografia
Ha lavorato alla composizione della colonna sonora di numerose telenovelas e di un film del 2006, Muito Gelo e Dois Dedos D'Água.
Le sue canzoni Ai, Ai, Ai... e Boa Sorte/Good Luck, eseguite entrambe in duetto con Ben Harper, sono arrivate alla prima posizione dei singoli più venduti in Brasile.
Nel 2006 è stata premiata con il Prêmio Multishow de Música Brasileira per il brano Ai, Ai, Ai....

## Discografia

### Album
- Vanessa da Mata (2002)
- Essa Boneca Tem Manual (2004)
- Sim (2007)

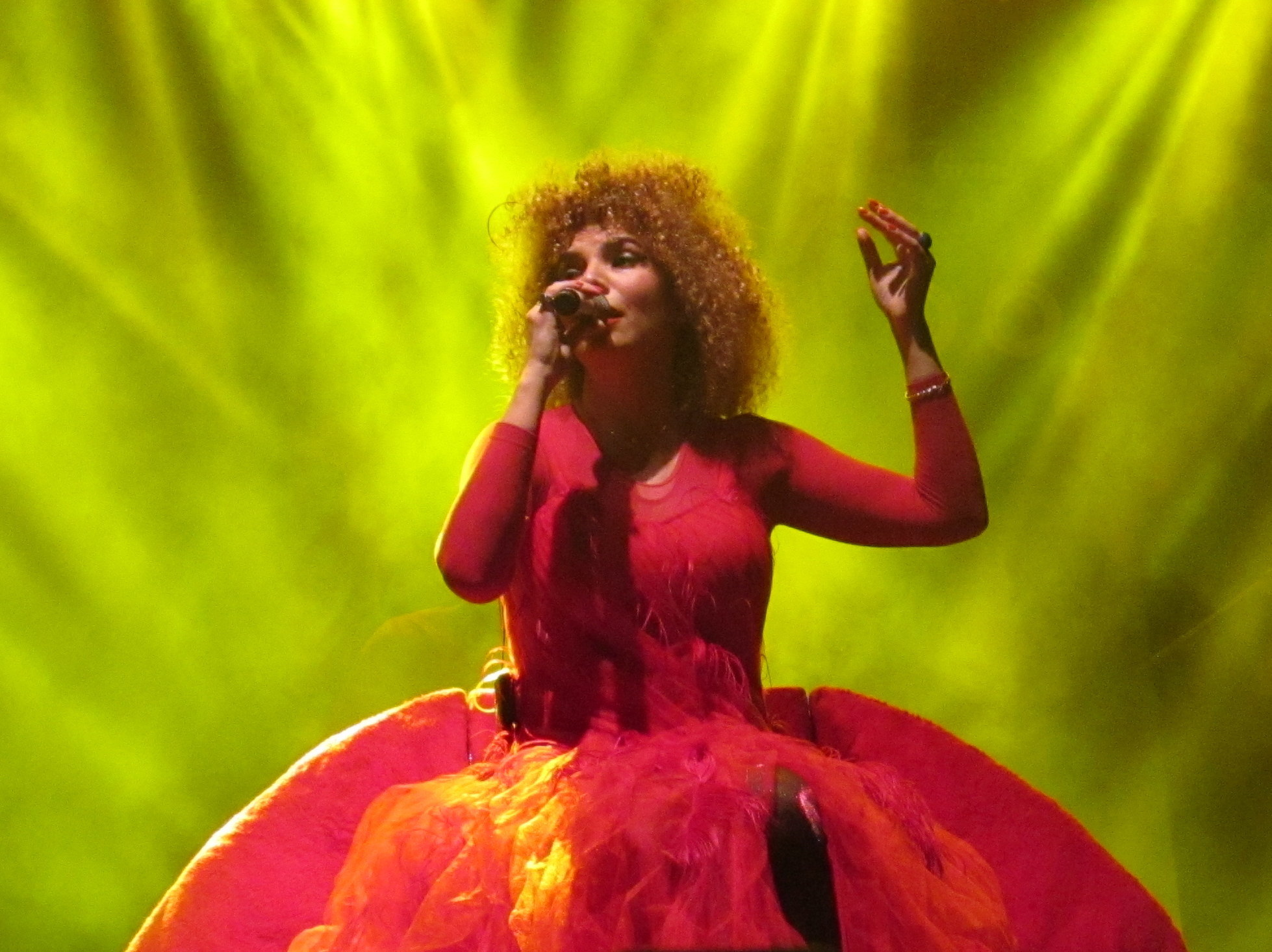
Vanessa da Mata (2022)

- Bicicletas, Bolos e Outras Alegrias (2010)
- Vanessa da Mata canta Tom Jobim (2013)
- Segue o Som (2014)
- Quando Deixamos Nossos Beijos Na Esquina (2019)

### Singoli
- 2002 - Não Me Deixe Só
- 2002 - Onde Ir
- 2003 - Nossa Canção
- 2006 - Ai, ai, ai...
- 2006 - Eu Sou Neguinha?
- 2006 - Ainda Bem
- 2006 - Música
- 2007 - Boa Sorte/Good Luck (con Ben Harper)
- 2008 - Amado